# Conflicto (novela)
Conflicto (título original en inglés: The Struggle) es la segunda parte de una serie de cuatro libros llamada The Vampire Diaries, escrita por la autora estadounidense, L. J. Smith. El libro se publicó en 1991 en Estados Unidos y en 2008 en España.

## Argumento
Stefan es el principal sospechoso de la muerte del profesor de historia, sobre todo después de haber desaparecido cuando ésta se produjo. Para colmo, a Elena le empiezan a llegar notas con frases que ella había escrito en su desaparecido diario y Damon no para de atormentarla amenazando a sus familiares más cercanos. Cuando todo parece llegar a la calma, Elena se da cuenta de que algo la está siguiendo y, cuando empieza a huir de ello, algo terrible le pasa.

## Adaptación televisiva
La adaptación de la saga en forma de serie para la televisión será llevada a cabo por Kevin Williamson.